# Kolkrabe
Der Kolkrabe (Corvus corax) ist eine Singvogelart aus der Familie der Rabenvögel (Corvidae). Durch menschliche Verfolgung waren Kolkraben bis 1940 in weiten Teilen Mitteleuropas ausgerottet und haben sich danach durch nachlassende Verfolgung wieder ausgebreitet. Der wissenschaftliche Name Corvus corax setzt sich aus dem lateinischen Corvus und dem griechischen Corax zusammen, beides bedeutet „Rabe“. Kolk, die erste Silbe seines seit dem 16. Jahrhundert bezeugten deutschen Namens, ist vermutlich lautmalerischen Ursprungs, ahmt also den Ruf des Vogels nach.

## Beschreibung

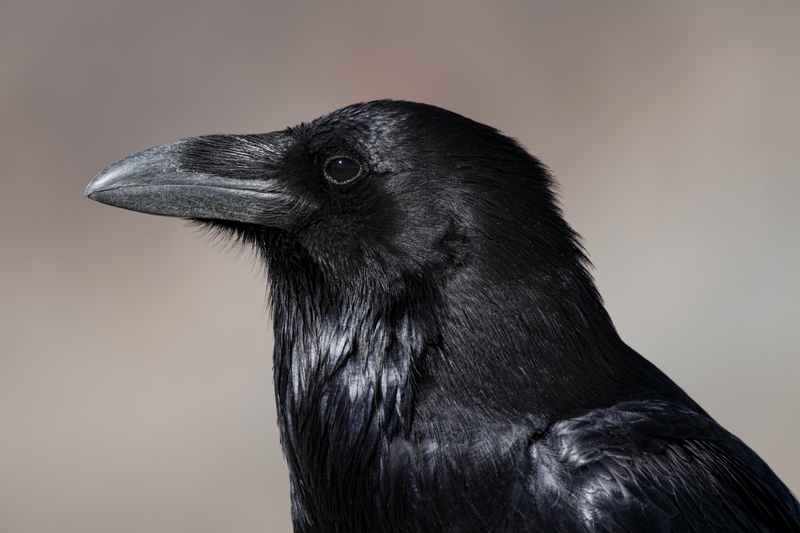
Kolkrabe (C. c. sinuatus) im Profil. Die verlängerten Nasalborsten und Kehlfedern sind für die Art charakteristisch.

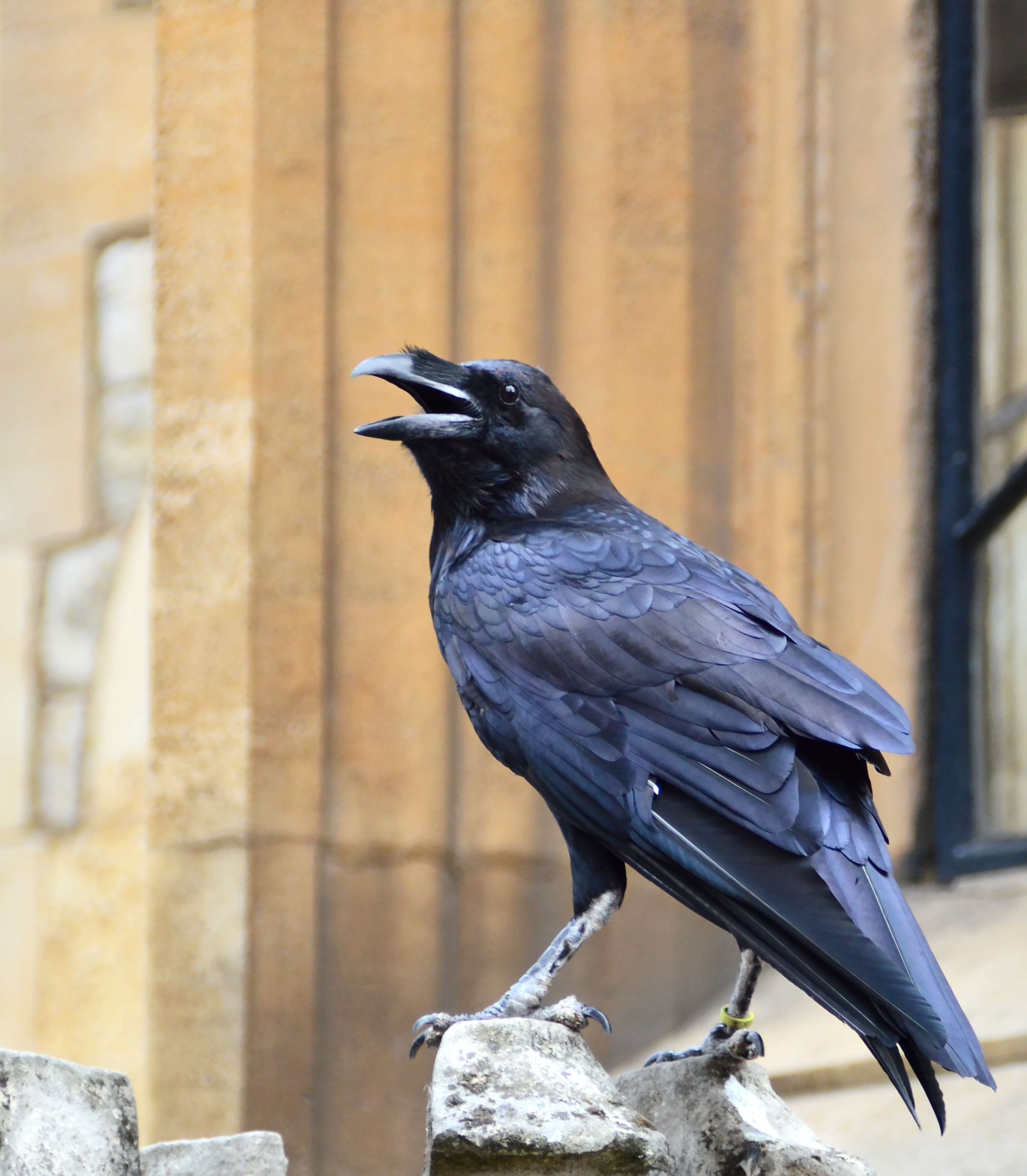
Starker bläulicher Glanz des Gefieders bei einem Tower-Raben

Der Kolkrabe ist mit einer Körperlänge von 54 bis 67 cm und einer Flügelspannweite von 115 bis 130 cm größer als ein Mäusebussard und der mit Abstand größte europäische Rabenvogel. Der Unterschied zwischen männlichen und weiblichen Tieren ist bezüglich der Größe gering, Männchen sind im Mittel etwas größer und schwerer als Weibchen. In einer Untersuchung in Polen hatten adulte Männchen eine Flügellänge von 388–442 mm, im Mittel 423,3 mm und wogen 1080–1370 g, im Mittel 1254 g, Weibchen hatten eine Flügellänge von 395–433 mm, im Mittel 413,8 mm, und wogen 1070–1235 g, im Mittel 1147 g. Der Schnabel ist sehr groß und kräftig, der First des Oberschnabels ist deutlich nach unten gebogen.
Bei adulten Vögeln ist das Gefieder einfarbig schwarz und je nach Lichteinfall metallisch grün oder blauviolett glänzend. Die Iris ist dunkelbraun, Beine und Schnabel sind schwarz. Die Federn an der Kehle sind verlängert und lanzettlich zugespitzt; vor allem wenn die Vögel rufen, stehen diese Federn deutlich ab. Der Schwanz ist am Ende deutlich keilförmig. Im Flug sind neben dem keilförmigen Schwanz die langen und im Handflügel deutlich verschmälerten Flügel sowie der kräftige Hals mit dem großen Kopf und dem großen Schnabel kennzeichnend.
Im Jugendkleid fehlt dem Gefieder fast völlig der Metallglanz, es ist oberseits braunschwarz, auf der Unterseite braun. Allenfalls die Kehle zeigt einen schwachen Metallglanz. Die Federn der Kehle sind nicht verlängert, der Schwanz ist am Ende weniger keilförmig, sondern eher gerundet. Die Iris ist blaugrau. Nach der ersten Mauser fehlen immer noch die verlängerten Kehlfedern, im Alter von drei Jahren zeigen die Vögel das Adultkleid.
Eine Varietät mit Partien weißen oder hellgrauen Gefieders (Weißbunter Rabe), die auf den Färöern vorkam, ist nach rücksichtsloser Nachstellung durch Trophäenjäger 1902 ausgestorben.

## Lautäußerungen
Der am häufigsten zu hörende Ruf ist ein lautes und scharfes „kraa“, das bei Bedrohung geäußert wird; bei starker Bedrohung wird gereiht „kraa, kraa, kraa, kraa“ oder „rak, rak, rak, rak“ gerufen. Beim paarweisen Gleit- oder Schlagflug über weitere Strecken sowie bei mit der Balz in Verbindung stehenden Flugmanövern wie Luftrollen oder Wellenflügen wird häufig einzeln „klong“, „raok“ oder „oang“ gerufen. Darüber hinaus verfügen Kolkraben über eine große Vielfalt von Lautäußerungen; ihr Repertoire umfasst „mehrsilbige, an Kolken, Grunzen, Rülpsen, Knarren, Sirren bis zu hellen Xylophonklängen erinnernde Laute“, bei mitteleuropäischen Raben wurden mindestens 34 verschiedene Ruftypen gefunden. Schließlich imitieren Kolkraben gern Geräusche und Rufe anderer Tierarten: Rufe von Krähen, den Balzgesang des Auerhahns, Hundegebell.
Kolkraben können ihre Stimmlage je nach Art der Bekanntschaft mit einem Artgenossen verändern: Auf fremde Artgenossen reagieren sie mit deutlich tieferer und rauerer Stimme als auf ihnen vertraute Raben, und ihnen aus früheren Begegnungen als „freundlich“ bekannte Raben werden mit höherer Stimme begrüßt als ihnen als „unfreundlich“ bekannte Individuen.

## Verbreitung

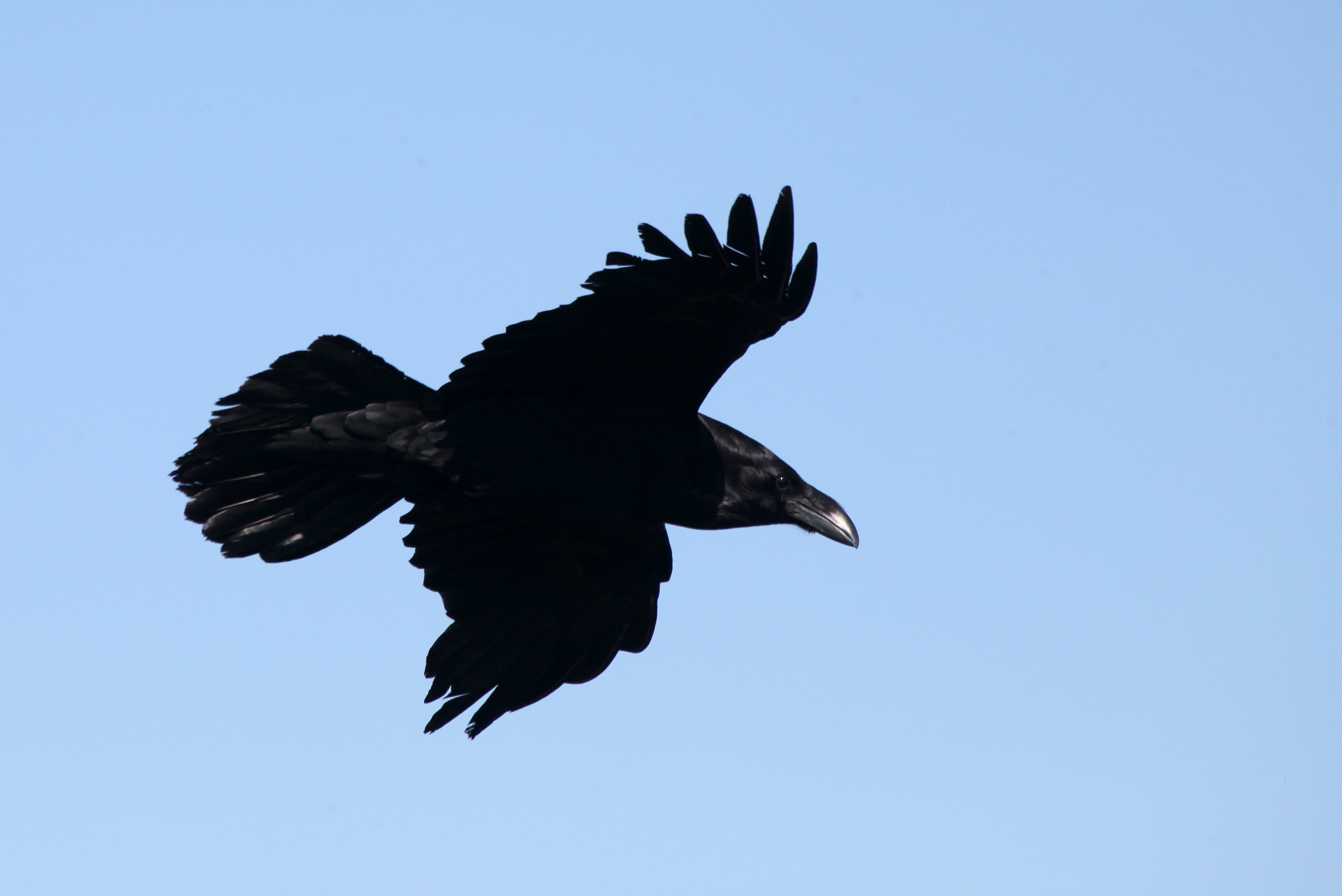
Flugstudie eines Kolkraben auf Dent de Vaulion, Schweiz

Verbreitung des Kolkraben:
Brutgebiete
Ganzjähriges Vorkommen
Überwinterungsgebiete

Das riesige Verbreitungsgebiet der Art umfasst weite Teile der Holarktis. In der Paläarktis reicht es von Irland, Island und Portugal nach Osten bis Kamtschatka an der Pazifikküste. In Nord-Süd-Richtung kommt der Kolkrabe im Westen von der Nordspitze Norwegens bis in den Maghreb und zu den Kanarischen Inseln vor. In Westsibirien wird die nördliche Verbreitungsgrenze bereits am Polarkreis erreicht, weiter östlich fehlt die Art im nordsibirischen Tiefland, auf der Taimyr-Halbinsel, im Jana-Indigirka-Tiefland, im Norden im Kolyma-Tiefland und im nördlichen Anjuigebirge.
Die südliche Verbreitungsgrenze verläuft weiter nach Osten im Norden der Arabischen Halbinsel, im Süden von Irak und Iran über Nordindien und nach Nordosten abbiegend durch Mittelchina bis zur Mandschurei. In Asien fehlt die Art großflächig in der zentralasiatischen Steppenregion.
In der Nearktis sind die küstennahen Regionen Grönlands sowie Nordamerika von Alaska und dem nördlichsten Kanada nach Süden bis Nicaragua besiedelt. Die Art fehlt in weiten Teilen der mittleren und westlichen USA sowie im westlichen Mexiko und Mittelamerika.
Die großen Verbreitungslücken in Mittel- und Westeuropa sowie im Osten der USA sind durch menschliche Verfolgung verursacht.

## Systematik

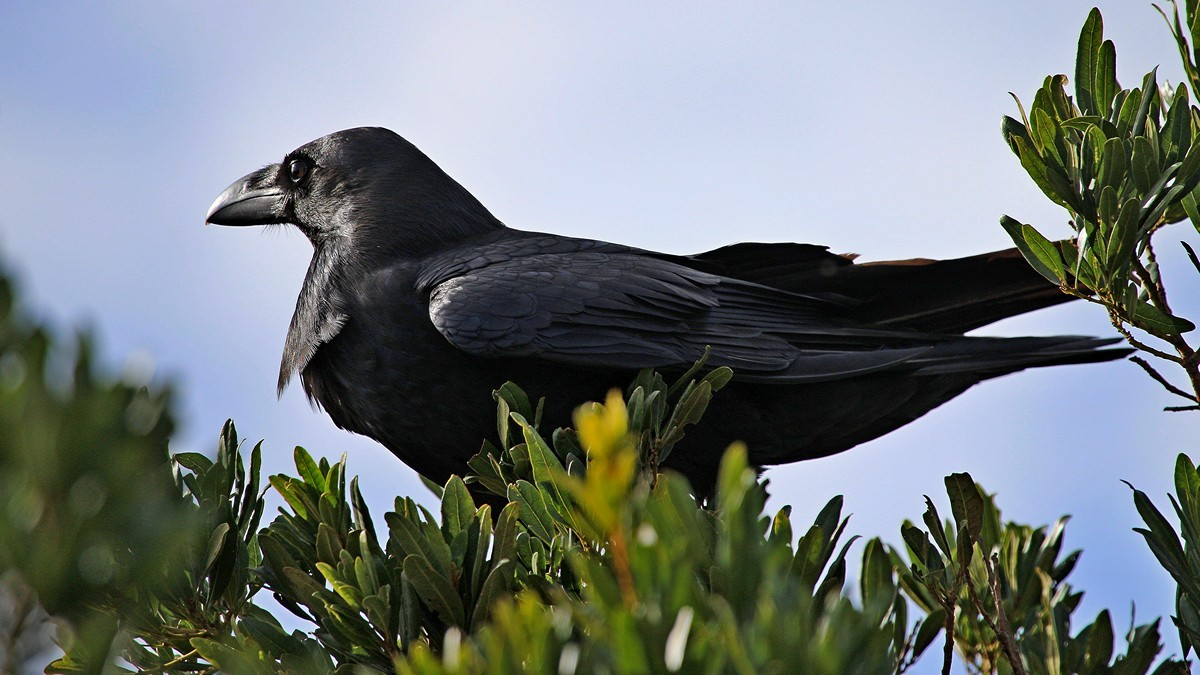
Kanarischer Kolkrabe

Die Anzahl der Unterarten wird seit langem kontrovers diskutiert, Glutz von Blotzheim und Bauer erkennen acht Unterarten an, die sich jedoch nur durch geringe Färbungs- und Größenunterschiede differenzieren lassen:
- C. corax corax: Die Nominatform besiedelt Europa sowie West- und Mittelsibirien bis zum Baikalsee, nach Süden reicht die Verbreitung bis zu den Mittelmeerinseln, bis in den Norden des Iran, in den Altai und beide Sajan.
- C. c. varius: Island und Färöer-Inseln; Gefieder verglichen mit der Nominatform nicht so stark glänzend, Unterseite mehr grünlich schwarz.
- C. c. kamtschaticus: Ostsibirien und Kamtschatka, nach Süden bis in den Norden der Mongolei und Nordjapan; Flügellänge mit 400 bis 450 mm, im Mittel 430 mm etwas größer als bei Nominatform.
- C. c. tibetanus: Tienschan und Pamir bis Ostchina, nach Süden bis in den Himalaya; Gefieder insgesamt und besonders auf der Unterseite stark purpurblau glänzend, lanzettförmige Kehlfedern ausgeprägt und lang, Flügellänge mit 470–490 mm, im Mittel 479 mm, noch größer als bei C. c. kamtschaticus.
- C. c. tingitanus: Nordafrika bis Marokko sowie Kanarische Inseln; Gefiederglanz mehr ölig irisierend; Flügellänge auf dem afrikanischen Festland mit 380–420 mm, im Mittel 401 mm, und auf den Kanarischen Inseln mit 370–405 mm, im Mittel 388 mm deutlich geringer als bei Nominatform.
- C. c. laurencei: Arabische Halbinsel und Vorderasien von Syrien und Jordanien nach Osten bis in den Nordwesten Indiens und bis an den Fuß des südlichen Himalaya; Gefieder mehr stahlblau, abgetragenes Gefieder im Nacken, auf dem Oberrücken und an der Kehle bräunlich, Flügellänge mit 415–474 mm, im Mittel 445 mm etwas größer als bei Nominatform.
- C. c. sinuatus: Westliches Nordamerika.
- C. c. principalis: Nördliches Nordamerika und Grönland, Flügellänge mit 440–475 mm, im Mittel 455 mm etwas größer als bei Nominatform.

Nach neueren molekulargenetischen Untersuchungen lassen sich innerhalb der Art zwei deutlich unterschiedliche Kladen unterscheiden: Eine holarktische, deren Schwestertaxon der Schildrabe ist, und eine weitere, die nur die Kolkraben im Südwesten der USA umfasst und deren Schwestertaxon der Weißhalsrabe (C. cryptoleucus) ist. Welche taxonomischen Konsequenzen sich daraus ergeben, müssen weitere Untersuchungen zeigen.

## Lebensraum
Der Kolkrabe ist hinsichtlich der besiedelten Lebensräume sehr anpassungsfähig und bewohnt Hochgebirge, Wälder sowie offene und halboffene Landschaften aller Art von der Tundra im Norden über die mitteleuropäische Kultursteppe bis zu Halbwüsten im Süden des Verbreitungsgebietes. Mit abnehmender menschlicher Verfolgung werden zunehmend siedlungsnahe Bereiche bewohnt – so gab es in Berlin Ende der 1990er Jahre bereits mindestens 15 Brutpaare.

## Ernährung
Wie viele Rabenvögel ist der Kolkrabe Allesfresser, wobei tierische Anteile meist überwiegen. Das Nahrungsspektrum umfasst kleine Wirbeltiere aller Art sowie deren Entwicklungsstadien (z. B. Vogeleier), größere Insekten, Regenwürmer und weitere Wirbellose, Aas jeder Größe, Früchte, landwirtschaftliche Produkte wie Mais sowie menschliche Nahrungsabfälle jeder Art.

## Nahrungssuche
Die Strategien bei der Nahrungssuche sind enorm variabel, bedingt durch das sehr breite Nahrungsspektrum und die große Lernfähigkeit der Art. Die Vögel suchen ihre Nahrung überwiegend in der offenen Landschaft, über größere Entfernungen meist im Suchflug und je nach Gegebenheiten von einer Warte aus. Der Rabe geht bei Sichtweite am Strand, auf frisch umgebrochenen Äckern oder auf Müllkippen zu Fuß. Bei der Fußjagd werden potentielle Nahrungsteile mit dem Schnabel „beprobt“, Erde oder Holzstücke werden zur Seite geräumt, in lockere Erde werden schnabeltiefe Löcher gegraben. Kolkraben fliegen mit Schnecken, Nüssen und Muscheln auf und lassen sie aus großer Höhe auf harte Unterlagen fallen, um sie zu zerbrechen. Auf der Suche nach Aas reagieren Raben oft bei einer Jagd schon auf den ersten Schuss mit Annäherung, ebenso reagieren sie auf das Geheul von Wölfen, um dort Teile der Beute zu erlangen.
Bei Störungen in Graureiher- oder Kormorankolonien nutzen Raben die Abwesenheit der Nestbesitzer, um ein Ei oder einen kleinen Jungvogel zu erbeuten. In an Felsklippen brütenden Seevogelkolonien agieren Raben noch aktiver als Nesträuber; so werden bei Ausfall von Brutpaaren in Lummenkolonien sofort die entstehenden Lücken genutzt. Der Rabe landet in dieser Lücke und belästigt einen der direkt benachbarten Brutvögel so lang, bis dieser aufsteht und den Raben attackiert. Der Rabe weicht zurück. Wenn die Lumme daraufhin wieder auf ihr Nest zurückkehren will, packt der Rabe sie am Bein und zieht sie über die Nestkante. Dabei stürzen beide ab. Der Rabe ist in der Luft jedoch agiler, fängt sich schneller und kann ein Ei oder Küken mit dem Schnabel greifen und wegfliegen. In ähnlicher Weise werden brütende Dreizehenmöwen attackiert; hier werfen Kolkraben Grasbüschel auf die Brutvögel, um diese vom Nest zu vertreiben.
Kolkraben halten sich gerne in Nutztierherden auf. Neben dem Futter der Rinder werden Nachgeburten und Kadaver genutzt. In Sachsen soll beobachtet worden sein, dass bei einer Schafherde ein nicht geringer Anteil der neugeborenen Lämmer Raben zum Opfer gefallen sei. (vergleiche Abschnitt Kolkraben und Weidetiere weiter unten). Der Kot von Rindern, insbesondere von Kälbern, wird gern nach Fressbarem durchsucht. Rinder setzen nach längerer Ruhe am Boden Kot ab, wenn sie aufstehen. Mehrfach wurden Raben beobachtet, die liegende Kälber so lang in die Hinterbeine zwickten, bis diese aufstanden. Der abgesetzte Kot wurde von den Raben gefressen. Zudem dienen Schafe und Rinder gelegentlich als Sitzwarten, um nach Insekten am Boden zu suchen.
Bei Nahrungsüberangebot, beispielsweise an Luderplätzen, vergraben Kolkraben Beutestücke und decken sie mit Grasbüscheln oder Steinen ab, um sie später zu nutzen. Werden Raben dabei von potentiellen Dieben beobachtet und merken dies, so verstecken sie das Futter woanders neu oder sie verstecken Scheinfutter, beispielsweise einen Stein. Wollen sich Raben hingegen selbst diebisch betätigen, so beobachten sie ihre Artgenossen beim Anlegen derer Verstecke sehr genau, versuchen dies aber so unauffällig wie möglich zu bewerkstelligen. Wissenschaftler wie der Verhaltensforscher Kurt Kotrschal schließen daraus, dass Raben in der Lage sind, sich in andere hineinzuversetzen und damit einen Perspektivenwechsel zu vollziehen.

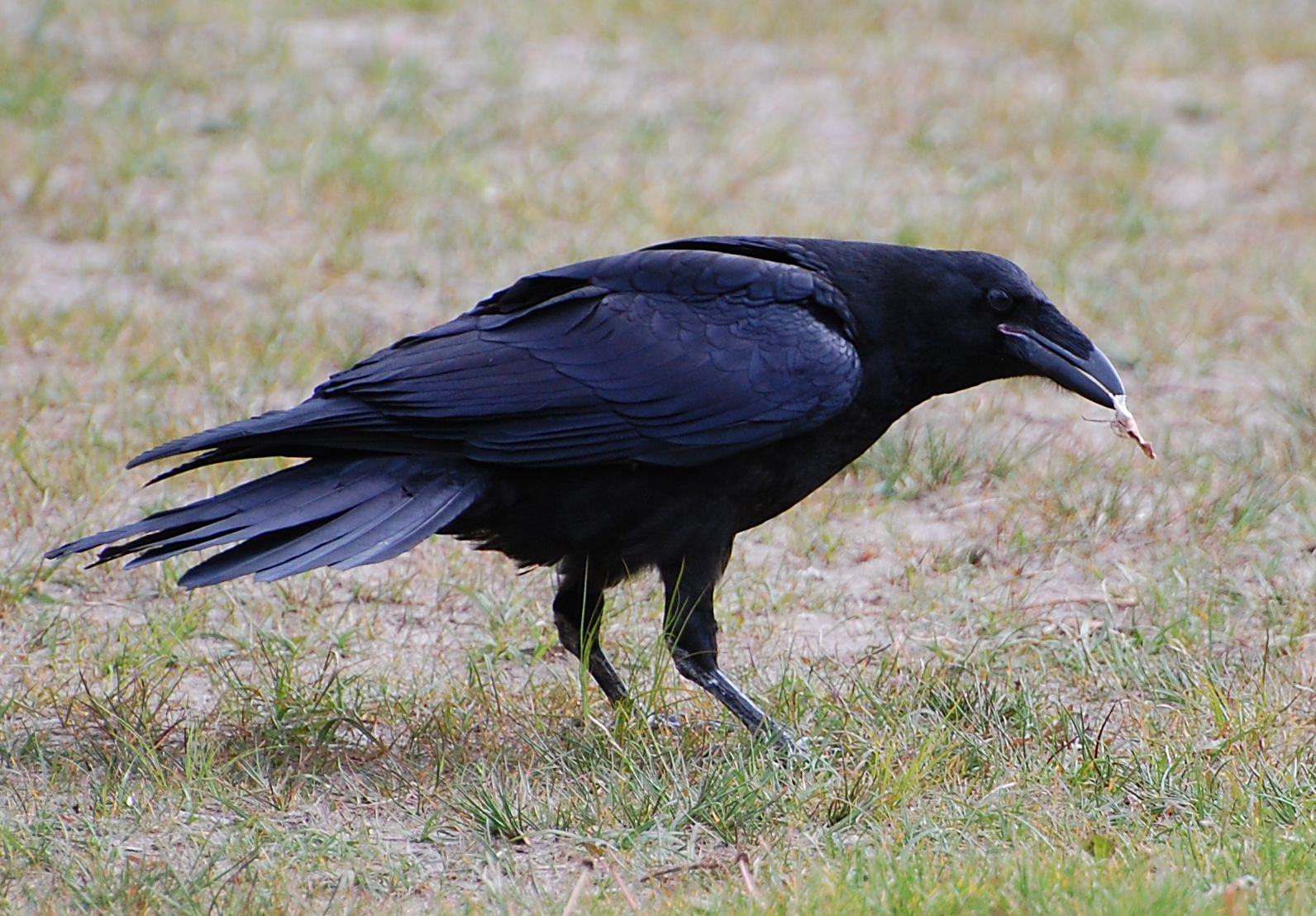
Juveniler Kolkrabe, mit Laubblatt spielend

## Spielverhalten
Wie andere Rabenvögel spielen Kolkraben oft. Typische Spiele, vor allem mit Artgenossen, sind „Rodeln“ oder herunterrollen lassen im Schnee, auf Sanddünen oder an sonstigen glatten Strukturen, das Kopfunterhängen oder Schaukeln, letzteres gelegentlich bis zur Riesenfelge, auch Balancieren und Spiele mit Gegenständen.

## Fortpflanzung

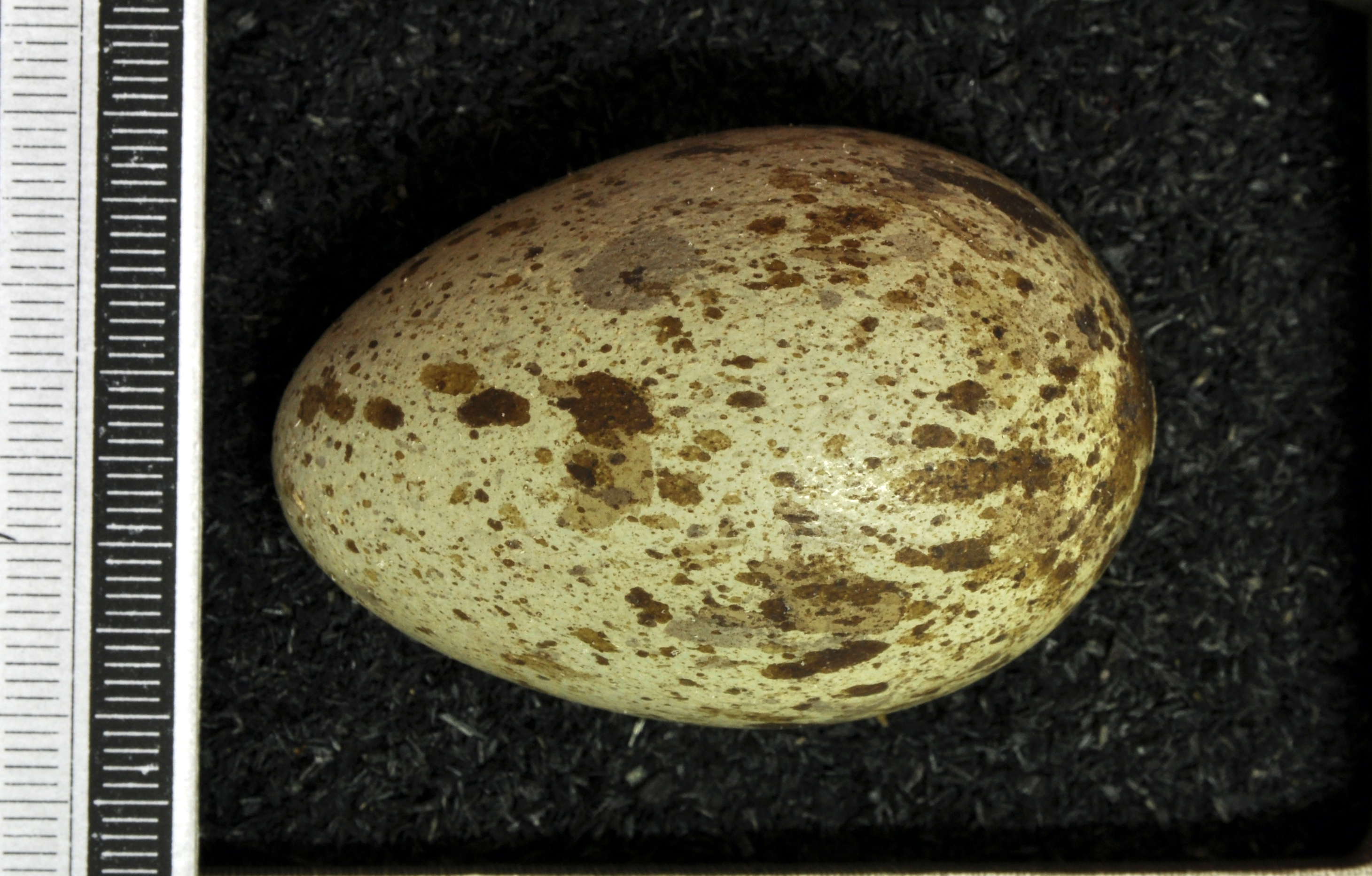
Ei des Kolkraben

Der Eintritt der Geschlechtsreife bei Männchen ist bisher nicht bekannt, Weibchen sind im Alter von 3 Jahren geschlechtsreif, brüten meist erst im Alter von vier Jahren. Kolkraben leben in monogamer Dauerehe, revierbesitzende Paare sind ganzjährig in den Revieren anzutreffen. Die Partner erkennen sich an der Stimme. Die Balz erfolgt in Mitteleuropa überwiegend im Spätwinter. Sie besteht aus paarweisen Flugspielen über dem Revier wie gemeinsamem Kreisen, halben Flugrollen und Wellenflügen, wobei oft gerufen wird. Zur Balz gehören weiterhin gegenseitige Gefiederpflege, Kraulen mit dem Schnabel und gegenseitiges Füttern.
Das Nest wird je nach Angebot variabel auf Bäumen, in Felswänden oder auf künstlichen Unterlagen errichtet, in Mitteleuropa in den letzten Jahrzehnten zunehmend auf Hochspannungsmasten, vereinzelt an exponierten Gebäuden. In Norddeutschland werden die Nester überwiegend auf Rotbuchen gebaut, in Ostdeutschland am häufigsten auf Waldkiefern. Beide Partner bauen; das meist runde Nest besteht aus recht groben, toten Ästen; die Mulde wird mit Erdklumpen, Wolle, Fellfetzen, Haaren, Bindegarn und ähnlichem ausgelegt. Die Nester werden oft mehrfach genutzt, viele Paare haben ein oder mehrere Wechselnester.
Die Eiablage erfolgt sehr früh, die frühesten Legebeginne fallen in Mitteleuropa auf Anfang bis Mitte Februar, die meisten Gelege werden hier Ende Februar und Anfang März begonnen. Das Gelege besteht aus zwei bis sieben, überwiegend drei bis sechs Eiern, die meist auf hellgrünem Grund dicht grünlich grau bis olivbraun gefleckt sind. Die Eier sind in Relation zum Körpergewicht des Kolkraben extrem klein, Eier aus Norddeutschland messen im Mittel 49,3 mm × 33,1 mm und wiegen im Mittel 27,4 g. Die Bebrütung beginnt ab dem zweiten Ei, die Brutzeit beträgt 19 bis 21 Tage. Die Nestlinge schlüpfen nackt und blind und sind ausgesprochene Nesthocker. Sie sperren wie alle Singvögel, um Nahrung zu bekommen. Der Rachen ist bei den Nestlingen karminrot, die Schnabelwülste sind gelb. Die Jungvögel sind mit 27 bis 29 Tagen stehfähig. Die Nestlingszeit beträgt 40 bis 42 Tage, in Mitteleuropa fliegen die Jungvögel frühestens Mitte April, meist Anfang Mai aus.

## Alter
Angaben zum Durchschnittsalter wildlebender Kolkraben liegen nicht vor. Die ältesten nachgewiesenen beringten freilebenden Vögel wurden 21 und 23 Jahre alt. In Gefangenschaft sind Höchstalter von 26 Jahren und 28 Jahren, beim Raben Jakob (1974–2004) des Alpenzoos Innsbruck 30 Jahre, bei den Tower-Raben gar 44 Jahre nachgewiesen.

## Wanderungen
Kolkraben sind im gesamten Verbreitungsgebiet bis in den hohen Norden ausgesprochene Stand- oder allenfalls Strichvögel. Jungvögel schließen sich nach dem Verlassen des elterlichen Reviers zu Trupps zusammen und wandern auf der Suche nach günstigen Nahrungsquellen großräumiger umher. Im Normalfall entfernen sich die Vögel dabei bis zu 200 km vom eigenen Schlupfort, größere Dispersaldistanzen wurden nur sehr selten nachgewiesen.

## Bestand und Gefährdung
Der Kolkrabe wurde als angeblicher Schädling der Jagd und der Landwirtschaft über Jahrhunderte rücksichtslos verfolgt und in Teilen Mittel- und Westeuropas sowie im Osten der USA ausgerottet. In Europa erreichte der Bestand um 1940 seinen Tiefpunkt und das Verbreitungsgebiet seine geringste Ausdehnung. Zu dieser Zeit gab es in Mitteleuropa nur noch im südlichen Dänemark und in Schleswig-Holstein, im Osten Polens sowie im Alpenraum nennenswerte Bestände; Einzelpaare gab es noch in den an Schleswig-Holstein grenzenden Teilen der Provinz Hannover und des Landes Mecklenburg. Mit der Jagdruhe im Zweiten Weltkrieg und den Jahren danach setzte eine Bestandserholung ein, etwa ab 1960 begann die Art mit der Wiederbesiedlung der Teile Mitteleuropas, in denen sie ausgerottet worden war. Bestandszunahme und Wiederausbreitung halten im westlichen Mitteleuropa an. In Belgien, den Niederlanden, Nordrhein-Westfalen, Thüringen und im Böhmerwald wurde die Wiederbesiedlung durch Auswilderungen gefördert. Dadurch wanderten sie auch in einigen früheren Verbreitungsregionen wie dem Emsland und der Grafschaft Bentheim – hier nach der Jahrtausendwende – wieder ein.
Kolkraben unterliegen in Deutschland dem Jagdrecht (nach § 2 BJagdG) und haben eine ganzjährige Schonzeit. Den weltweiten Bestand gab die IUCN für das Jahr 2003 mit etwa 16 Millionen Individuen an, die Art gilt weltweit als ungefährdet (least concern).

## Verhältnis zu anderen Lebewesen

### Kolkrabe und Mensch

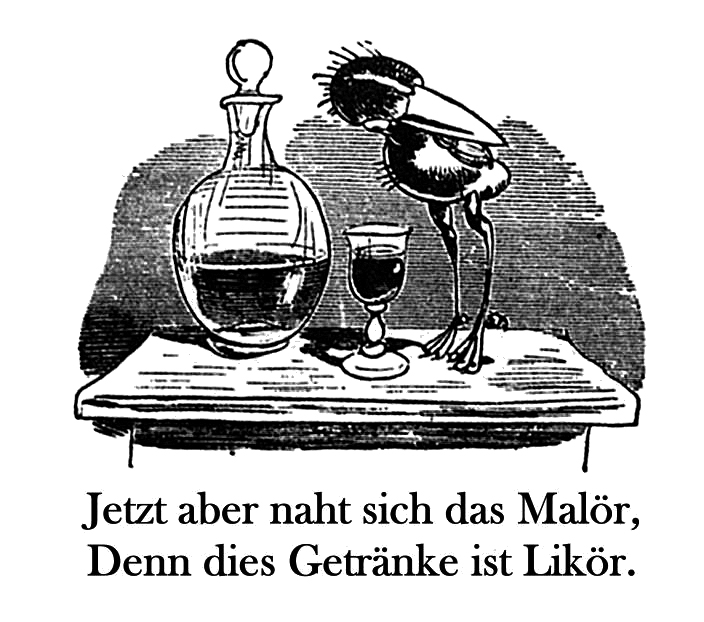
Hans Huckebein von Wilhelm Busch

Kolkraben sind aufgrund ihrer Lernfähigkeit, ihrer Intelligenz und wegen ihrer Nutzung von Aas schon sehr früh in unterschiedlichsten Kontexten Gegenstand von Sagen und Mythen des Menschen geworden. In Literatur und Dichtung wurden und werden Kolkraben häufig thematisiert. Sie werden dabei sowohl negativ als Unglücksboten, als „Rabeneltern“, als diebisch, ungeschickt oder gefährlich, andererseits positiv als Berater oder Helfer des Menschen gezeichnet. Viele Erwähnungen oder volkstümliche Wendungen wie „rabenschwarz“ beziehen sich nur auf die Gefiederfärbung des Vogels.
- Der alttestamentliche Prophet Elija soll während seines Aufenthaltes im Wildbachtal Kerit durch Raben ernährt worden sein.
- In den altgriechischen Fabeln, beispielsweise denen des Äsop, werden dem Raben unterschiedliche Charakterzüge wie Hochmut oder Geschwätzigkeit nachgesagt, wie in Der Fuchs und der Rabe.
- Den Metamorphosen des Ovid zufolge musste der zuvor strahlend weiße Rabe, Vogel des Gottes Apollon (Phœbus), als Überbringer einer schlechten Nachricht zur Strafe fortan schwarzes Gefieder tragen.[16] Hierher rührt vermutlich der Mythos des „Unglücksboten“.
- Der Rabe tritt als wichtige Figur in den Märchen und Schöpfungsmythen verschiedener zirkumpolarer Völker auf, wie beispielsweise Eskimos und Tschuktschen. Bei den Inuit erschuf der Rabe Tulukauguk einen Stranderbsenstrauch, aus dessen Schote der erste Mensch herausschlüpfte.[17] Bei den Haida-Indianern an der nordamerikanischen Pazifikküste stahl der Rabe das Licht und brachte es in die zuvor dunkle Welt.[18]
- Hugin und Munin („Der Gedanke“ und „Die Erinnerung“) sind die beiden Raben Odins in der nordischen Mythologie. Auch in modernen Adaptionen dieser Mythen erscheint der Vogel – so ist der Rabe Synin ein wichtiger Begleiter der Hauptfigur im Videospiel Assassin*s Creed Valhalla.
- Dass im Tower of London seit Jahrhunderten Kolkraben, die Tower-Raben, gehalten werden, ist eine moderne Legende, die erstmals Ende des 19. Jahrhunderts auftauchte.
- In Merseburg wird die Merseburger Rabensage erzählt.
- Im deutschen Volksmärchen spielt der Rabe immer wieder eine Rolle, so in Die sieben Raben von den Brüdern Grimm.
- Ein ähnliches Motiv findet sich in der sorbischen Sage Krabat, die von Měrćin Nowak-Njechorński und Jurij Brězan in ihren Romanen neu bearbeitet wurde. Außerhalb der DDR wurde die etwas abweichende Version des Jugendbuches Krabat von Otfried Preußler bekannt.
- Der Rabe ist Hauptfigur in Edgar Allan Poes Gedicht Der Rabe.
- In Disney-Comics (Entenhausen) hat die Hexe Gundel Gaukelei einen Raben als Helfer. Der Vogel ist nach dem Gedicht von Edgar Allan Poe „Der Rabe“ als „Nimmermehr“ benannt (auf Englisch „Nevermore“).
- Die Bildergeschichte Hans Huckebein, der Unglücksrabe gehört zu den Werken von Wilhelm Busch.
- Der Dichter Christian Morgenstern verfasste die Gedichte Der Rabe Ralf und Km 21, die von Raben handeln und zu den Galgenliedern gehören.
- Die Mittelalter-Musikgruppe Corvus Corax hat sich nach dem lateinischen Namen des Kolkraben benannt.
- Der Asteroid des inneren Hauptgürtels (8964) Corax ist nach dem Kolkraben benannt (wissenschaftlicher Name: Corvus corax). Zum Zeitpunkt der Benennung des Asteroiden am 2. Februar 1999 befand sich der Kolkrabe auf der niederländischen Roten Liste gefährdeter Arten.[19]

Einige Redewendungen und Wörter gehen auf die Rolle des Kolkraben als auffälligstem „Aasfresser“ in Mitteleuropa zurück. Im Mittelalter waren sie häufig an Richtplätzen anzutreffen, daher wurde er „Aasrabe und der größte Galgenvogel“ genannt, als „Galgenvogel“ wurden zudem auch andere Rabenvögel bezeichnet. Das Schimpfwort „Rabenaas“ und die zweite Zeile des Kinderlieds Hoppe hoppe Reiter („fällt er in den Graben, fressen ihn die Raben“) gehen auf diesen Sachverhalt zurück. Seine in der kalten Jahreszeit besonders auffällige Anwesenheit machte den Kolkraben, wie andere Rabenvögel, zum Symbol des Winters. Eine herkömmliche Redensart spielt auf die Schläue des Vogels an: „Er stiehlt wie ein Rabe.“
Die Bezeichnung „Unglücksrabe“ wurde vermutlich zunächst nicht für einen vom Pech verfolgten Menschen gebraucht, sondern bezog sich eher auf die angebliche Eigenschaft des Kolkraben als Vorbote des Unglücks. Dergestalt findet er sich beispielsweise bei Shakespeare als fatal raven oder in der Wendung sing a raven’s note.
Da junge Raben nach Verlassen des Nestes noch sehr unbeholfen wirken, entstand der Mythos, Raben seien schlechte Eltern und würden ihre Jungen vorzeitig im Stich lassen. Dies findet sich noch im heutigen Begriff Rabenmutter wieder (bisweilen Rabenvater, Rabeneltern oder nach Rabenart).
Der Kolkrabe unterliegt in Deutschland als Wild dem besonderen Schutz des Bundesjagdgesetzes und ist ganzjährig geschont. Die jagdliche und sonstige Nutzung des Kolkraben war kaum von Bedeutung. Vereinzelt wurde er handzahm zur Unterhaltung gehalten, in seltenen Fällen für die Beizjagd abgerichtet. Die Federkiele dienten früher in Kielinstrumenten (Cembalo) zum Anreißen der Saiten.

### Kolkraben und Weidetiere
In regelmäßigen Abständen sind Kolkraben Gegenstand von Schadensmeldungen durch Weidetierhalter mit entsprechenden Pressemeldungen, wobei Kolkraben die Tötung von Lämmern, Kälbern bis hin zu ausgewachsenen Rindern zugeschrieben wird. Dort, wo diese Meldungen wissenschaftlich überprüft wurden, haben sie sich in allen Fällen als unzutreffend oder erheblich übertrieben erwiesen. In Brandenburg wurden solche Schadensmeldungen angesichts anhaltender Pressemeldungen zwischen 1995 und 2000 umfassend untersucht. Von den angeschriebenen 391 Mutterkuhhaltern meldeten 13 % Schäden durch Raben, von 100 Schafhaltern 22 %. Insgesamt 39 Halter wurden daraufhin besucht und näher befragt. Im Ergebnis konnten bei dem größten Teil dieser Halter keine Schäden festgestellt werden, die Schadensmeldungen wurden von den Meldern nicht sicher auf Kolkraben zurückgeführt, betrafen nur ohnehin schwer erkrankte Tiere, und zum Teil waren die Schadensmeldungen frei erfunden. Bei insgesamt drei Rinder- und fünf Schafhaltern ergaben sich bei den Besuchen Hinweise auf tatsächlich durch Raben verursachte Probleme. Diese daraufhin im Rahmen von Freilandstudien näher untersuchten Herden zeichneten sich in erster Linie durch ein attraktives Nahrungsangebot für Kolkraben aus; dieses bestand aus einem für Raben frei zugänglichen Futter der Herde, Nachgeburten, frischem Kot vor allem von jungen Kälbern sowie kaum noch lebensfähigen oder toten Weidetieren. Die Feldbeobachtungen ergaben, dass Raben in diesen Herden systematisch die Gesundheit der Weidetiere durch Zwicken oder Schnabelhiebe testen und dies sofort einstellen, wenn die Weidetiere artgemäß darauf reagierten. Zu Hackverletzungen kam es bei von der Mutter nicht betreuten, lebensschwach geborenen oder kranken Jungtieren, bei schweren Geburten und bei nach der Geburt festliegenden Jung- oder Alttieren.
Trotz des Angebots der Behörde, möglicherweise durch Raben getötete Tiere kostenfrei hinsichtlich der Todesursache untersuchen zu lassen, wurden den Untersuchern nur in sehr geringem Umfang tote Weidetiere übergeben; insgesamt wurden 19 Lämmer und 16 Kälber untersucht, die vorgeblich durch Raben getötet worden waren. Eines der Lämmer hatte eine andere Todesursache, die übrigen 18 hatten ausnahmslos erhebliche Schädigungen wie Infektionen, schlechte Ernährungszustände oder waren nach der Geburt nicht lebensfähig. Die Hackspuren durch Raben waren sowohl vor als auch erst nach dem Tod der Lämmer entstanden. Die untersuchten Kälber waren alle durch andere Ursachen verendet und erst nach dem Tod von Raben angehackt worden. Bei vielen weiteren zur Untersuchung vorgelegten Tierkörpern oder Fotos von diesen war offensichtlich, dass Raben nicht für den Verlust ursächlich waren, hier wurde von vornherein auf eine Untersuchung verzichtet. Eine Tötung gesunder Lämmer, Kälber oder gar Rinder konnte in keinem Fall nachgewiesen werden.
Die Autoren weisen zusammenfassend darauf hin, dass die festgestellten Schäden durch Raben unter anderem durch eine intensive Betreuung der Herde während der Jungtiergeburten, die frühzeitige Beseitigung von Kadavern und geschwächten Tieren, die Unzugänglichmachung des Futters durch entsprechende Vorrichtungen und die Auswahl von für die Freilandhaltung geeigneten Weidetierrassen vermieden werden können. Im Raum Emsland/Grafschaft Bentheim waren Kolkraben verbreitet, als es noch große Schafherden gab. Sie ernährten sich von verendeten Tieren und im Frühjahr von der Nachgeburt.